# Musza Mamut
Musza Mamut, krími tatárul és oroszul:  Муса Мамут (Uzundzsa, 1931. február 20. – Szimferopol, 1978. június 28.) deportált krími tatár, aki a Krím-félszigeten felgyújtotta magát az őslakos krími tatárok erőszakos száműzetése elleni tiltakozásul. Önfelgyújtása azt a krími tatár hitet szimbolizálta, hogy a száműzetésbe való visszatoloncolás rosszabb, mint a halál. Végső önfeláldozását később más krími tatár is megismételte, de Mamut továbbra is a legismertebb krími önégető, és tettére évente megemlékeznek. A krími tatár irodalom gyakran úgy írja le, mint a Krímet megvilágító örök lángot.

## Életútja
1931. február 20-án született Uzundzsában, a Krím-félszigeten, egy pásztorcsaládban. Öt fiú- és két lánytestvére volt. 1944-ben Sztálin az egész krími tatár nemzetet a nácikkal való együttműködéssel vádolta, és száműzetésre ítélte őket. Több ezer krími tatárhoz hasonlóan Musa családját is marhavagonra rakták, és az Üzbég SZSZK Taskenti területének Mirzacsulszkij járásába deportálták. A száműzetésben a család szegénységben élt, ami miatt Mamut négy testvére is alultápláltság következtében meghalt. 13 évesen egy gyapotüzemben kezdett dolgozni, ahol kegyetlenül bántak vele. Az általános iskola négy osztályát végezte el. 1956 januárjában beiratkozott egy mezőgazdasági iskolába, majd 1957-ben traktoros lett egy állami gazdaságban. Nem sokkal ezután megnősült és 1973-ig Jangijulban élt a feleségével.
Leonyid Brezsnyev idején a krími tatár hazatelepítési mozgalmat olyan szovjet emberi jogi aktivisták támogatták, mint Petro Hrihorenko és Andrej Szaharov. 1967 szeptemberében a szovjet hatóságok ugyan ejtették a krími tatárok elleni vádakat, de a többi deportált népcsoporttól eltérően nem engedték általánosan hazatérni hazájukba őket, és túlnyomó többségüknek Üzbegisztánban kellett maradnia a tartózkodási engedélyezési rendszer szerint.
Mamut 1975 áprilisában visszatért a Krímbe. Szimferopol közelében, Donszkoje (krími tatárul: Bes Terek) faluban telepedett le, ahol házat vett, de nem kapott közjegyzői igazolást a házról és tartózkodási engedélyt sem. 1976. április 23-án letartóztatták, és 1976. május 13-án két év próbaidő nélküli börtönbüntetésre ítélték a poltavai Kremencsukban. Feleségét két év próbaidőre ítélték. Néhány hónap elteltével büntetésének fennmaradó részét egy helyi finomítóban büntetőmunkára változtatták, majd 1977. július 18-án a bíróság szabadlábra helyezte. A helyi hatóságok azonban ismét megtagadták a tartózkodási engedélyét kiadását, és továbbra is zaklatták. 1978. június 20-án újabb bűnvádi eljárás indult családja ellen, és amikor 1978. június 23-án a rendőrség kiérkezett a házához, hogy kitoloncolja őket, Mamut lelocsolta magát benzinnel és gyufát gyújtott. Öt nappal később, 1978. június 28-án halt bele az égési sérüléseibe. Miközben haldoklott, azt mondta: "Valakinek ezt meg kellett tennie". Donszkojében temették el.

## Fordítás
- Ez a szócikk részben vagy egészben  a   Musa Mamut című angol Wikipédia-szócikk ezen változatának fordításán alapul.  Az eredeti cikk szerkesztőit annak laptörténete sorolja fel. Ez a jelzés csupán a megfogalmazás eredetét és a szerzői jogokat jelzi, nem szolgál a cikkben szereplő információk forrásmegjelöléseként.